# نیروی هوایی عراق
نیروی هوایی عراق (به عربی: القوة الجویة العراقیة) نیروی هوایی کشور عراق و یکی از سه شاخهٔ اصلی نیروهای مسلح عراق است که به رزم هوایی می‌پردازد. این نیرو در سال ۱۹۳۱ تأسیس شد.

## تاریخچه

### پیدایش
نیروی هوایی عراق در سال ۱۹۲۷، یعنی ۶ سال بعد از تشکیل نیروهای مسلح عراق توسط بریتانیا و زیر نظر نیروی هوایی پادشاهی تأسیس شد. در آن زمان عراق تحت قیمومیت بریتانیا قرار داشته و بریتانیا بعد از پایان جنگ جهانی اول با تأسیس این نیرو سعی در کنترل نیروی هوایی عثمانی داشت. اولین خلبانان این نیرو را خلبانان عثمانی تشکیل می‌دادند که توسط بریتانیا گماشته شده بودند. این نیرو همزمان با ارتش عراق در سال ۱۹۳۶ مستقل شدند. اما مجدداً با آغاز جنگ جهانی دوم بریتانیا کنترل این نیرو را به‌دست گرفت و از توان رزمی آن برای منافع خود استفاده می‌کرد.

### جنگ با ایران
تا پیش از انقلاب ۱۳۵۷ در ایران، نیروی هوایی شاهنشاهی ایران دارای برتری کامل هوایی نسبت به نیروی هوایی عراق بود. اما پس از انقلاب ایران، دولت عراق به رهبری صدام حسین، نیروی هوایی این کشور را به شدت تقویت کرد، به طوری که در سال اول آغاز جنگ ایران و عراق، نیروی هوایی عراق دارای ۳۳۲ فروند جنگنده بود، اما در سال پایانی جنگ ایران و عراق، تعداد جنگنده‌های عراق به بیش از پانصد رسیده بود.
نیروی هوایی عراق اولین نیرو از میان نیروهای رزمی عراق بعثی بود که اقدام به حمله به ایران و شروع جنگ ایران و عراق کرد. اولین استراتژی رسمی این نیرو برای ضربه زدن به ایران، بمباران شهرهای ایران بود. در طول ۸ سال جنگ مداوم با ایران، این نیرو هیچ‌گاه نتوانست قدرت رزمی نیروی هوایی ایران را حتی برای یک روز مختل سازد.

##### عملیات کمان ۹۹
عملیات کمان ۹۹ دومین عملیات هوایی رسمی پس از عملیات انتقام بود که توسط نیروی هوایی ارتش ایران پس از آغاز تهاجم عراق به ایران انجام گرفت. این عملیات در تاریخ ۱ مهر ۱۳۵۹ انجام شد. در این عملیات ۱۴۰ جنگنده ایرانی وارد خاک عراق شدند و اهداف نظامی ارتش عراق از جمله فرودگاه‌ها و آشیانه‌های نظامی نیروهای مسلح عراق در مناطق کرکوک، موصل، رشید، حبانیه، ناصریه، شعیبیه، کوت و المثنی را مورد هدف قرار دادند. در این عملیات هواپیماهای اف-۵، اف-۴، اف-۱۴ و تانکرهای سوخت‌رسان شرکت داشتند.
کمان ۹۹ بزرگ‌ترین عملیات تاریخ نیروی هوایی ایران و باعث برتری هوایی ارتش ایران در ماه‌های آغازین جنگ ۸ ساله شد.

##### بمباران اندیمشک

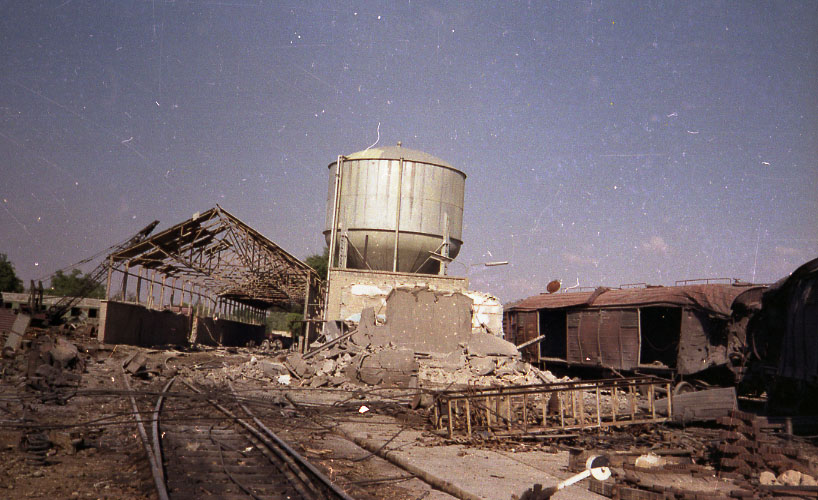
تصور بمباران ۴ آذر اندیمشک

بمباران اندیمشک توسط نیروی هوایی عراق، طولانی‌ترین بمباران یک شهر پس از جنگ جهانی دوم و جنگ ویتنام و شدیدترین بمباران هوایی مناطق مسکونی در ایران بود. در این عملیات از سوخو ۲۲ به‌عنوان سرکوب‌گر پدافند و میگ-۲۱، میگ-۲۳ و میراژ اف۱، استفاده شده است. در این حمله یک فروند سوخو ۲۲ پس از ایجکت خلبان، در جنوب اندیمشک سقوط کرد. بیشترین تلفات در محله مسکونی راه‌آهن اندیمشک صورت گرفت. در روزهای قبل از این حمله، انتقال گستردهٔ نیروها به منطقه، باعث تجمع نیروها در اطراف راه‌آهن و مناطق مسکونی گردید که در این حمله علاوه بر بمباران نیروهای نظامی، تلفات سنگینی به ساکنین و منازل راه‌آهن و سایر تأسیسات، وارد گردید.

### جنگ با آمریکا

#### جنگ اول خلیج فارس
در طول جنگ خلیج فارس حداقل ۱۱۵ هواپیمای جنگنده و ترابری عراقی از جمله ۷ فروند سوخو سو-۲۵ به ایران پناهنده شدند تا از گزند بمباران نیروهای ائتلاف درامان بمانند.
برخی کارشناسان نظامی این حرکت را سازماندهی‌شده توسط حکومت بعثی عراق در جهت اقتاع ایران به عدم پیگیری مسئله دریافت خسارت جنگ ایران و عراق از حکومت عراق دانسته‌اند. در سال ۱۳۸۳ و طی سفر حازم الشعلان، وزیر دفاع عراق، موضوع بازگرداندن این هواپیماها به‌طور رسمی مطرح شد. ایران از تصاحب این هواپیماها، کسب بخشی از غرامت جنگی جنگ ۸ ساله را منظور دارد.
در سال ۱۹۹۸ و در پی ملاقات‌های نمایندگان ایران و عراق برای پایان دادن به خصومت‌ها، عراق مسئلهٔ بازگرداندن هواپیماهای فراری را مطرح کرد که این موضوع، با مخالفت ایران روبرو شد. اطلاعاتی نیز مبنی بر فروش تعدادی از این هواپیماها از جانب ایران به چین موجود است.

#### جنگ عراق (۲۰۰۳)

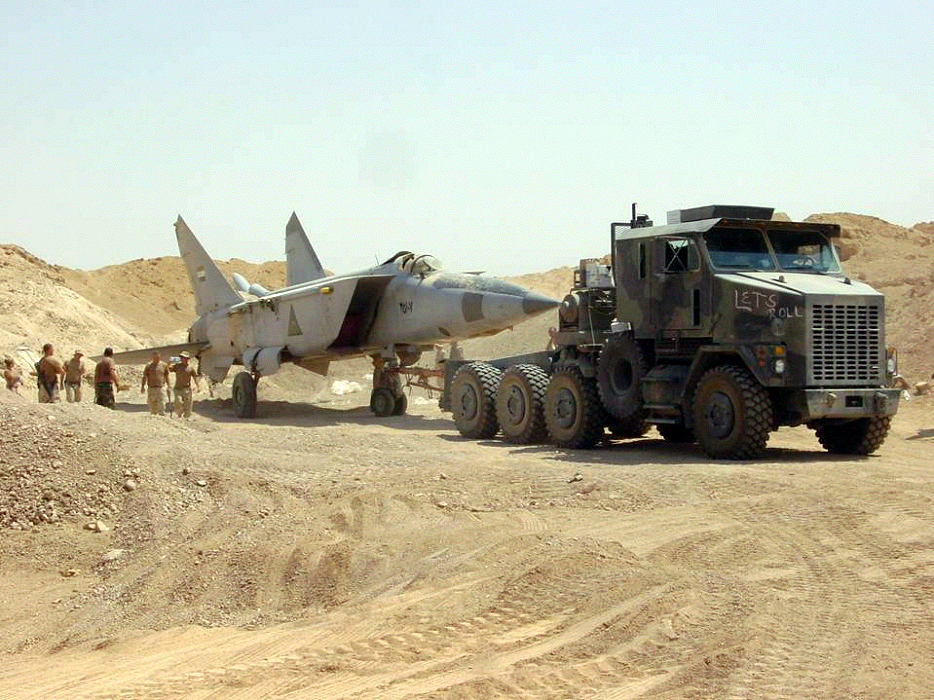
یک فروند میگ-۲۵ نیروی هوایی عراق که برای در امان ماندن از حملات نیروهای ائتلاف در شن‌های صحرایی در غرب بغداد مدفون شده بود.

در طول جنگ عراق که از ۱ مه ۲۰۰۳ میلادی آغاز شد و در پی پیروزی‌های گسترده و سریع نیروهای ائتلاف در سرنگون کردن رژیم بعث عراق نیروی هوایی عراق عملاً ناکام ماند و حتی نتوانست یک هواپیمای خود را برای مقابله با نیروهای ائتلاف به پرواز درآورد.
پس از اشغال عراق، تعدادی از جنگنده‌های نیروی هوایی عراق از جمله میگ-۲۳، میگ-۲۵ و سوخو سو-۲۵ توسط ارتش ایالات متحده آمریکا و ارتش استرالیا کشف شدند. این جنگنده‌ها برای در امان ماندن از حملات نیروهای ائتلاف، در شن‌های صحرایی در اطراف پایگاه‌های هوایی عراق کشف شدند. بیشتر جنگنده‌های نیروی هوایی عراق در طول و سپس پس از اشغال عراق نابود شدند.

## هواگردها

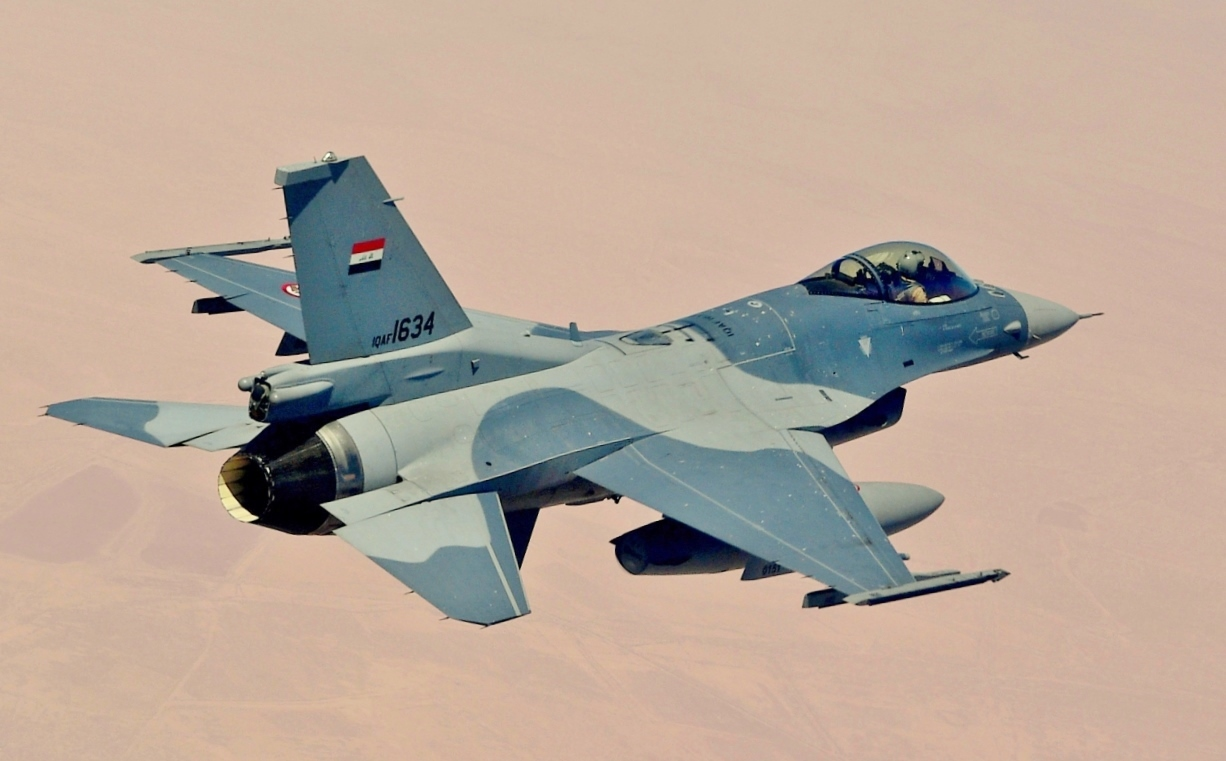
یک اف-۱۶ عراقی در ۱۸ ژوئیهٔ ۲۰۱۹

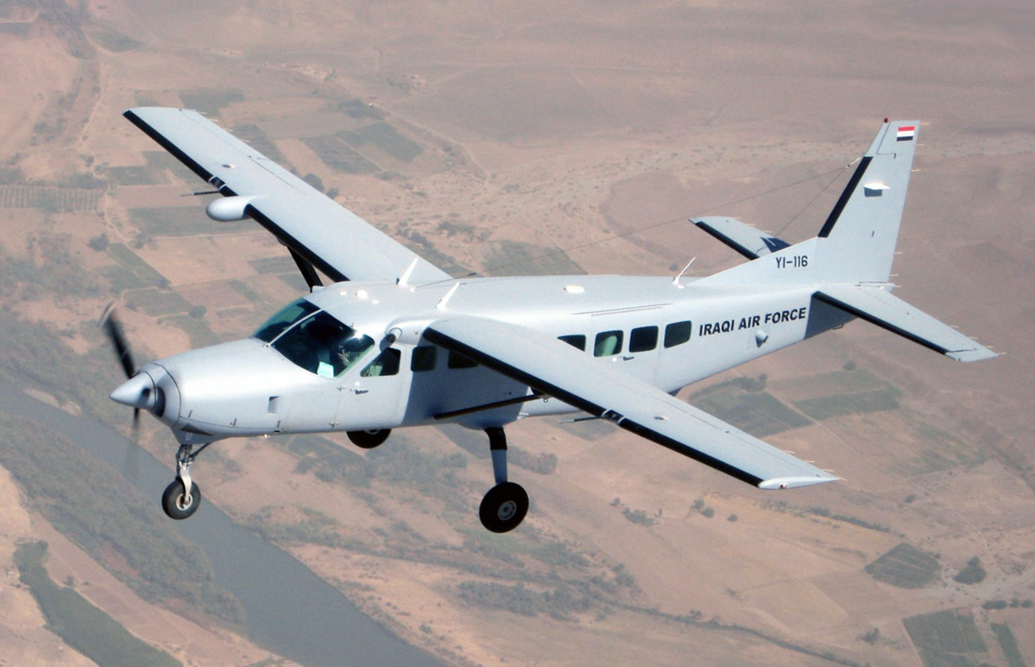
یک سسنا ۲۰۸ عراقی در حال انجام مأموریت تمرینی

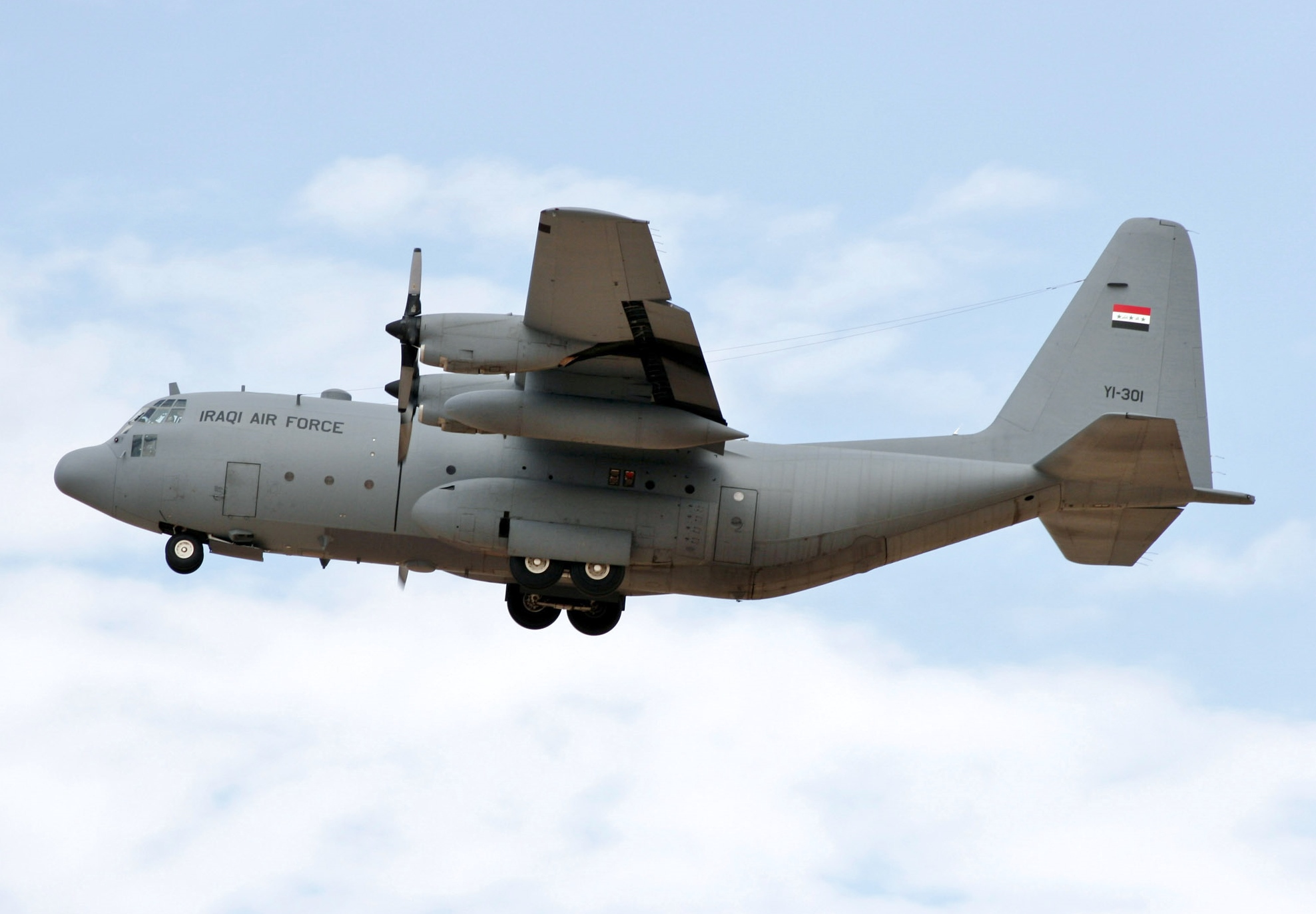
یک سی-۱۳۰ عراقی پس از برخاست

| هواگرد               | کشور سازنده         | نقش                      | نوع           | فعال     | نکته‌ها                                             |
| جنگنده‌ها             | جنگنده‌ها            | جنگنده‌ها                 | جنگنده‌ها      | جنگنده‌ها | جنگنده‌ها                                           |
| -------------------- | ------------------- | ------------------------ | ------------- | -------- | -------------------------------------------------- |
| ال-۱۵۹ الکا          | جمهوری چک           | تهاجمی سبک               | [ال-۱۵۹ ای    | ۱۰       | یک عدد از گونه تی ۱ برای اهداف آموزشی به کار می‌رود |
| سوخو-۲۵              | روسیه               | تهاجمی                   |               | ۱۱       |                                                    |
| سسنا ۲۰۸ کاروان      | ایالات متحده آمریکا | تهاجمی                   | AC-208        | ۱        | بهبودیافته برای حملات هوابه‌زمین                    |
| جی‌اف-۱۷ تاندر        | [ پاکستان/ چین      | چندمنظوره                | بلاک III      |          | ۱۲ فروند سفارش داده شده                            |
| اف-۱۶ فایتینگ فالکن  | ایالات متحده آمریکا | چندمنظوره                | اف-۱۶سی/آی‌کیو | ۲۶       |                                                    |
| هواپیماهای شناسایی   |                     |                          |               |          |                                                    |
| سسنا ۲۰۸             | ایالات متحده آمریکا | شناسایی                  | RC-208        | ۷        |                                                    |
| AMD Alarus           | ایالات متحده آمریکا | شناسایی                  | SAMA CH2000   | ۷        |                                                    |
| سوپر کینگ ایر        | ایالات متحده آمریکا | شناسایی                  | 350           | ۶        |                                                    |
| دی‌اچ‌سی-۶ توئین اوتر  | کانادا              | شناسایی                  |               | ۲        | دارای قابلیتSTOL                                   |
| هواپیماهای ترابری    |                     |                          |               |          |                                                    |
| سوپر کینگ ایر        | ایالات متحده آمریکا | چندمنظوره/ حمل‌ونقل هوایی | 350           | ۱        |                                                    |
| سی-۱۳۰ هرکولس        | ایالات متحده آمریکا | حمل‌ونقل هوایی            | C-130E        | ۳        |                                                    |
| سی-۱۳۰جی سوپر هرکولس | ایالات متحده آمریکا | حمل‌ونقل هوایی            |               | ۶        |                                                    |
| آنتونوف ای‌ان-۳۲      | اوکراین             | ترابری                   |               | ۶        |                                                    |
| بالگردها             |                     |                          |               |          |                                                    |
| میل-۸                | روسیه               | حمل‌ونقل هوایی            |               | ۲        |                                                    |
| آئروسپاسیال غزال     | فرانسه              | دیده‌بانی/ ضدتانک         | SA342         | ۶        |                                                    |
| هواگردهای آموزشی     |                     |                          |               |          |                                                    |
| بل ۲۰۶               | ایالات متحده آمریکا | بالگرد آموزشی            |               | [ ۱۵ ]   |                                                    |
| لاستا ۹۵             | صربستان             | آموزشی سبک               |               | ۱۹       |                                                    |
| تی-۵۰                | کره جنوبی           | آموزشی                   | تی-۵۰آی‌کیو    | ۲۴       |                                                    |
| بیچ‌کرفت تی-۶         | ایالات متحده آمریکا | آموزشی                   |               | ۱۵       |                                                    |
| اف-۱۶ فایتینگ فالکن  | ایالات متحده آمریکا | آموزشی                   | اف-۱۶دی/آی‌کیو | ۸        |                                                    |
| پهپادها              |                     |                          |               |          |                                                    |
| سی‌اچ-۴               | چین                 | MALE UCAV                | سی‌اچ-۴بی      | ۱        |                                                    |
| بایراکتار تی‌بی۲      | ترکیه               | رزمی                     |               |          | ۸ فروند سفارش داده شده                             |

## پایگاه‌ها
- پایگاه هوایی بلد (در ۸۰ کیلومتری شمال بغداد)[۱۹]
- پایگاه هوایی رشید (در بغداد)[۲۰]
- پایگاه هوایی تاجی (در حوالی بغداد)[۲۱]
- پایگاه هوایی اسپایکر (در ۱۲ کیلومتری غرب تکریت)[۲۲]
- پایگاه هوایی علی (در حوالی ناصریه)[۲۱]
- پایگاه هوایی مثنی
- پایگاه هوایی التقدم
- پایگاه هوایی شعیبیه

## آکادمی و مدارس نیروی هوایی
- آکادمی نیروی هوایی در حوالی تکریت.[۲۳]